# Sisyrinchium arenarium
Sisyrinchium arenarium är en irisväxtart som beskrevs av Eduard Friedrich Poeppig. Sisyrinchium arenarium ingår i släktet gräsliljor, och familjen irisväxter.

## Underarter
Arten delas in i följande underarter:
- S. a. adenostemon
- S. a. arenarium